# Лев Шестов
Лев Исаакович Шестов (рус.   ; 2. фебруар 1866 – 19. новембар 1938, рођен као Јехуда Лејб Шварцман (рус. Иегуда Лейб Шварцман) био је руски егзистенцијалиста и религиозни филозоф. Најпознатији је по својој критици и филозофског рационализма и сцијентизма. Његов рад је заговарао покрет изван разума и метафизике, тврдећи да они нису у стању да коначно утврде истину о крајњим проблемима, укључујући природу Бога или постојања. Савремени научници повезују његов рад са ознаком " антифилозофије".
Шестов је опширно писао о филозофима као што су Ниче и Кјеркегор, као и о руским писцима као што су Достојевски, Толстој и Чехов. Његове објављене књиге укључују Апотеоза неоснованости (1905) и његов магнум опус Атина и Јерусалим (1930-37). Након што је емигрирао у Француску 1921. године, спријатељио се и утицао на мислиоце као што су Едмунд Хусерл, Бенџамин Фондан, Рејчел Беспалоф, и Жорж Батај. У Паризу је живео до своје смрти 1938. године.
Он је рођен као Лев Исаакович Шварцман у Кијеву у јеврејској породици. Био је рођак Николаса Прицкера, адвоката који је емигрирао у Чикаго и постао патријарх породице Прицкер која је истакнута у бизнису и политици. Образовао се у разним местима, услед  сукоба са властима. Наставио је да студира право и математику на Московском државном универзитету, али му је после сукоба са инспектором за студенте речено да се врати у Кијев, где је завршио студије.

## Одабрана дела
Најважнији Шестовљеви радови, у њиховим преводима на енглески језик и са датумом објављивања:
- The Good in the Teaching of Tolstoy and Nietzsche, 1899
- The Philosophy of Tragedy, Dostoevsky and Nietzsche, 1903
- All Things are Possible (Apotheosis of Groundlessness), 1905
- Potestas Clavium, 1919
- In Job's Balances, 1923–29
- Kierkegaard and the Existential Philosophy, 1933–34
- Athens and Jerusalem, 1930–37